# For All the Cows
Singles de Foo Fighters
I'll Stick Around
(1995) Big Me
(1996)
For All the Cows est le quatrième single de l'album Foo Fighters sorti en 1995. Un clip vidéo était annoncé, les membres du groupe était déguisé en vache, en lien avec la pochette d'album, mais le clip vidéo n'a pas été fait.

## Liste des titres
1. "For All the Cows"
2. "For All the Cows (Live au Reading Festival 1995)"
3. "Wattershed (Live au Reading Festival 1995)"

## Charts
| Chart (1995)               | Position |
| -------------------------- | -------- |
| UK Singles Chart           | 28       |
| Euro Hot 100 Singles Chart | 70       |
| Chart australien           | 69       |